# Тёплово (Нижегородская область)
Тёплово — село в городском округе город Кулебаки Нижегородской области.

## География
Село располагается на левом берегу реки Тёши.

## История
Административный центр упразднённого в 2015 году Тепловского сельсовета.

## Население
| 2002 | 2010  |
| ---- | ----- |
| 1819 | ↘1738 |

## Инфраструктура
В селе расположены: Администрация городского округа город Кулебаки Отдел по работе с населением Восток, Тёпловская школа, Тёпловский сельский дом культуры, Тёпловский фельдшерско-акушерский пункт, отделение Почты России 607028.

## Русская православная церковь
В селе имеется памятник градостроительства и архитектуры — Троицкая церковь (престолы: главный — святой Троицы, приделы: правый — иконы Знамения Божией Матери, левый — Архангела Михаила), датированная 1840 годом.
На берегу реки Тёша также расположен родник Иоанна Терентьевича Яшина, праведного старца, уроженца Тёплова, жившего в отшельничестве около Дальне-Давыдовской и Кутузовской женских общин. Этот родник, а вернее пруд (в народе — прудок) находится в двухстах метрах в лес от Кутузовского скита Дивеевского монастыря. Силами Кутузовского скита возле прудка была построена купальня.

## Транспорт
Автобусное сообщение с районным и областным центрами. Остановка общественного транспорта «Поворот на Тёплово». 